# ドナウ＝イラーSバーン
ドナウ＝イラーSバーン（ドイツ語: Regio-S-Bahn Donau-Iller）は、ウルムとノイウルム都市圏の近郊交通（Sバーン）および中距離交通システムである。中心駅はウルム中央駅で、Sバーン路線、地域鉄道路線、長距離鉄道路線の間の中核として機能する。全体路線の完成は2030年の期限で計画されている。

## 沿革

### 地域Sバーンの計画
ドナウ＝イラー地域協会（Regionalverband Donau-Iller, RVDI）は、2012年11月に地域Sバーン構築のコンセプトを発表した。このプロジェクトの費用は、鉄道施設物改修の場合、7,400万ユーロになると見込まれている。
2017年12月27日にバーデン＝ヴュルテンベルク州とウルム市は、Sバーンの拡張をさらに進めるための協業契約（Kooperationsvereinbarung）に署名した。ウルム市、アルプ＝ドナウ郡、ビベラッハ郡、ハイデンハイム郡は、隣接するバイエルン地域と一緒に、統一された運用基準および調整された接続の手段でSバーンシステムを確立する意向を示している。バリアフリーの移動と他の交通手段への便利な乗り換えのために、高さ55 cmのプラットフォームが設置されている。
バイエルン州運輸大臣のイルゼ・アイグナーは、2018年9月28日にノイウルムで地域Sバーンドナウ＝イラー協議会と協業契約に署名した。バイエルン州の立場では、ウルムとメミンゲンの間でSバーン路線を開設して相当の路線を改修することが、毎日平均約7500人の乗客輸送量のため、必要であった。
約7億ユーロの資金を確保するために、バーデンヴュルテンベルク州とバイエルン州は、2021年2月に地方公共団体交通財政支援法（Gemeindeverkehrsfinanzierungsgesetz）に基づく資金調達のために、その計画案をカテゴリー「C」として連邦政府に登録した。ただし、実際に資金を受け取るためには、カテゴリー「A」への昇格が必要である。バーデン＝ヴュルテンベルク州、地域協会、当事者の自治体の間で、2021年3月に将来の輸送サービスに関する意思合議書が完成した。

### ドナウ＝イラー地域Sバーン協議会の設立
2015年12月22日に、RVDIに統合された自治体、都市圏、ハイデンハイム郡は「ドナウ＝イラー地域Sバーン協議会（Regio-S-Bahn Donau-Iller e.V.）」を設立した。協議会の目標は、30個所の停車場の工事など、プロジェクトの最初の鉄道施設工事を企画・調整して実行することである。2020年末に、東アルプ郡も協議会に参加する意向を発表した。

### 路線の開設と拡張
Sバーン路線網の導入は2020年12月に始まった。それ以来、ウルム - メミンゲン区間およびウルム - ヴァイセンホルン区間で運行された普通列車はRS7系統およびRS71系統としてそれぞれ表示されている。2021年12月12日の時刻表変更の際に、ウルム - ビベラッハ区間（RS2系統）、ウルム - ムンデルキンゲン区間（RS3系統）、ウルム - アーレン区間（RS5系統）がSバーンの運行区間として拡張された。

## 路線現況
次の路線は2021年12月以降に運営されている。
| 系統  | 路線経路 | 初開業日       | 運行間隔 | 運営機関       | 関連鉄道路線                              | 備考                  |
| ----- | --- | -------------- | -------- | -------------- | ----------------------------------------- | --------------------- |
| RS 2  | （アウレンドルフ - ビベラッハ南駅 -）ビベラッハ - ラウプハイム西駅 - エルバッハ - ウルム                                                           | 2021年12月12日 |          | DBレギオ       | ウルム - フリードリヒスハーフェン線       |                       |
| RS 21 | ビベラッハ南駅 - ビベラッハ - ラウプハイム市街駅 - ラウプハイム西駅 - エルバッハ - ウルム                                                          | 2021年12月12日 | 60分     | DBレギオ       | ウルム - フリードリヒスハーフェン線       |                       |
| RS 3  | ムンデルキンゲン - エーヒンゲン - シェルクリンゲン - ブラウボイレン - ヘルリンゲン - ウルム                                                        | 2021年12月12日 | 60分     | 南西ドイツ交通 | ウルム - ジグマリンゲン線                 |                       |
| RS 5  | アーレン - オーバーコッヘン - ハイデンハイム - ヘルブレヒティンゲン - ギーンゲン - - ゾントハイム - ニーダーシュトツィンゲン - ランゲナウ - ウルム | 2021年12月12日 | 60分     | 南西ドイツ交通 | アーレン - ウルム線                       | 急行Sバーン（旧RE57） |
| RS 51 | ランゲナウ - ウンターアイヒンゲン - タールフィンゲン - ウルム                                                                                      | 2021年12月12日 | 60分     | 西南ドイツ交通 | アーレン - ウルム線                       |                       |
| RS 7  | メミンゲン - イラーティセン - ゼンデン - ノイウルム - ウルム                                                                                       | 2020年12月13日 | 60分     | DBレギオ       | イラー谷線                                |                       |
| RS 71 | ヴァイセンホルン - ゼンデン - ノイウルム - ウルム                                                                                                  | 2020年12月13日 | 60分     | DBレギオ       | イラー谷線、ゼンデン - ヴァイセンホルン線 |                       |

次の普通列車系統はSバーンの候補路線として長期的に計画されている。
| 系統       | 路線経路                                            | 運行間隔 | 関連鉄道路線                      | 備考             |
| ---------- | --------------------------------------------------- | -------- | --------------------------------- | ---------------- |
| RE 9 RB 15 | ギュンツブルク - ネルジンゲン - ノイウルム - ウルム | 30分     | アウグスブルク - ウルム線         | RS8系統導入予定  |
| MEX16      | ガイスリンゲン - アムシュテッテン - ウルム          | 60分     | フィルス谷線                      | RS4系統導入予定  |
| RB 78      | ミンデルハイム - クルムバッハ - ギュンツブルク      |          | ギュンツブルク - ミンデルハイム線 | RS81系統導入予定 |

### ゼンデン - ヴァイセンホルン路線
改修の最初段階として、ゼンデン - ヴァイセンホルン線で普通列車の運行が、2013年12月15日の定期時刻表変更の際に、再開された。この路線は2013年の夏にアップグレードされて、2013年9月の初めに貨物列車が再び通行できた。四つの停車場が新設あるいは移設されて、RS71列車は1時間ごとに運行される。

### ウルム - フリードリヒスハーフェン路線
ウルム - フリードリヒスハーフェン線の電化が完了した以来、RS2とRS21系統の列車がウルム - アウレンドルフ区間で走行している。RS21列車はラウフハイム市街駅を経由してビベラッハ南駅まで走行するが、RS2列車はラウプハイム線で走行しない。

### ウルム - シグマリンゲン路線
RS3系統はウルム - ムンデルキンゲン区間で1時間ごとに運行される。

### フィルス谷路線
2022年12月長距離列車がヴェンドリンゲン - ウルム高速線で運行される後に、RS系統列車はガイスリンゲンまで運行される予定である。

### アーレン - ウルム路線
RS5系統の列車は、ウルムとアーレンの間を1時間ごとに運行されて、一部の駅には停車しない。RS51系統の列車は、ウルムとランゲナウの間を1時間ごとに運行され、朝の通勤時間帯にはアーレンまで走行する。

### ケンプテン（アルゴイ）- ノイウルム路線
RS7系統列車はウルム - メミンゲン区間で1時間ごとに走行する。複線化の改修がゲルレンホーフェン - ゼンデン区間およびケルミュンツ駅 - プレース旧駅区間で計画されている。

## 車両
電化区間ではDB425形電車が運用されている。非電化区間ではLINT54気動車が主流であり、RS7路線およびRS71路線では623形気動車も運用されている。